# Gilde (Biologie)
Unter einer Gilde wird eine Gruppe von Arten verstanden, welche auf ähnliche Weise vergleichbare Ressourcen nutzt und zwar ungeachtet ihres Verwandtschaftsgrades. Eingeführt wurde der Begriff 1967 von R.B. Root in einer Veröffentlichung zur Einnischung einer Mückenfänger-Art. Der Begriff Gilde wird in der ökologischen Forschung weit überwiegend in Bezug auf Nahrungsressourcen von Tierarten verwendet, obwohl auch andere Ressourcen wie z. B. Nistplätze betrachtet werden können. In der Botanik wird der Begriff kaum gebraucht. Die gedankliche Zusammenfassung von Artengruppen als Gilden ist in zwei Zusammenhängen bedeutsam: 
- Bei der Untersuchung von Konkurrenz zwischen verschiedenen Arten. Arten einer Gilde sollten untereinander aufgrund ähnlicher Einnischung besonders stark konkurrieren (Interspezifische Konkurrenz). Entgegen der ursprünglichen Wortbedeutung (Zunft, engl. guild, eingedeutscht zu Gilde) haben die betrachteten Arten also zwar einen sehr ähnlichen „Beruf“ oder „Broterwerb“, aber der zweite Bedeutungszusammenhang, derjenige einer Korporation oder Zusammenarbeit, wird bei der Verwendung als ökologischer Fachausdruck ignoriert.
- Beim räumlichen oder zeitlichen Vergleich verschiedener Lebensgemeinschaften. Arten einer Gilde bilden danach in gewisser Weise untereinander austauschbare „Bausteine“[2] komplexer Lebensgemeinschaften.

Der Begriff der Gilde wird in der Forschung in etlichen voneinander etwas verschiedenen Bedeutungen gebraucht. Abweichend von der Definition von Root werden vor allem sehr häufig diejenigen Arten, die gemeinsam eine Ressource nutzen, auch unabhängig von der Art und Weise des Erwerbs in einer Gilde gefasst. Diese Verwendung des Begriffs ist mindestens genauso weit verbreitet wie diejenige, die der ursprünglichen Definition entspricht. Trotz der Unschärfe, die dadurch entsteht, wird es heute aufgrund des lange bestehenden Sprachgebrauchs nicht mehr für sinnvoll gehalten, für die verschiedenen Konzepte neue, eindeutige Namen zu prägen.
Komplementär zum Begriff der Gilde werden Artengemeinschaften auch in „funktionale Gruppen“ gegliedert. Im Gegensatz zur Gilde steht hier die gemeinsame Reaktion auf einen oder mehrere Umweltfaktoren im Zentrum des Interesses. Beispiele wären etwa die Unterscheidung von Arten nach ihrer Fortpflanzungsstrategie in r- und K-Arten oder die Aufteilung des Makrozoobenthos von Fließgewässern in Ernährungstypen wie Weidegänger, Shredder, Filtrierer, Räuber usw. Betrachtung von funktionalen Gruppen anstelle von Gilden ist in der Botanik und der Limnologie üblicher.
Ein wesentliches Problem des Ansatzes ist es, die jeweilige Art einer Gilde zuzuordnen. Da sich alle Arten in gewisser Weise in ihrer Ressourcennutzung unterscheiden und die Nutzung selbst bei derselben Art räumlich und zeitlich verschieden sein kann, andererseits aber auch Arten mit sehr unähnlicher Ressourcennutzung in enger Wechselwirkung miteinander stehen können (z. B. ein Spezialist und ein Generalist im selben Lebensraum) hängt die Zusammensetzung der Gilde immer auch vom Klassifikationsschema des Untersuchers und der Fragestellung ab. Neben einer Zuordnung von Arten aufgrund des (subjektiven) Expertenurteils des Untersuchers wird versucht, die Zusammensetzung von Gilden mittels statistischer Verfahren objektiver zu ermitteln. Gängige Verfahren sind etwa Hauptkomponentenanalyse, Kanonische Korrelationsanalyse oder Monte-Carlo-Simulation. Normalerweise können, je nach Schwellenwert, entweder weit abgegrenzte oder eng abgegrenzte Gilden unterschieden werden. Die eng abgegrenzten sind dabei in der Regel hierarchisch in die weiteren eingeschachtelt.
Im Englischen wird der korrespondierende Begriff guild in der Botanik teilweise auch für Pflanzen mit äußerlich vergleichbarer Wuchsform verwendet. So etwa für forbs, also krautige Pflanzen, die keine Gräser sind, oder für das Gegenteil, nämlich graminoids, d. h. krautige Pflanzen mit grasartiger Wuchsform.

## Anwendungsbeispiele
- Kornan und Adamik unterscheiden, nachdem sie den Nahrungserwerb von Vögeln in einem Mischwald in den Karpaten beobachtet und die Resultate statistisch analysiert haben, sechs Gilden: Nahrungssucher am Boden (Ringdrossel, Amsel, Singdrossel, Zaunkönig, Heckenbraunelle, Gimpel, Rotkehlchen), Nahrungssucher an Gewässern (Bachstelze, Wasseramsel), Insektenjäger im Stamm- und Luftraum (Zwergschnäpper, Grauschnäpper, Halsbandschnäpper, Mehlschwalbe), Stammabsucher (Kleiber, Waldbaumläufer), Stammhacker (Dreizehenspecht, Weißrückenspecht), Nahrungssucher im Laub der Baumkronen (Wintergoldhähnchen, Tannenmeise, Fitis, Waldlaubsänger, Zilpzalp, Mönchsgrasmücke, Sumpfmeise, Buchfink, Schwanzmeise)[5]